# Riu Oykel

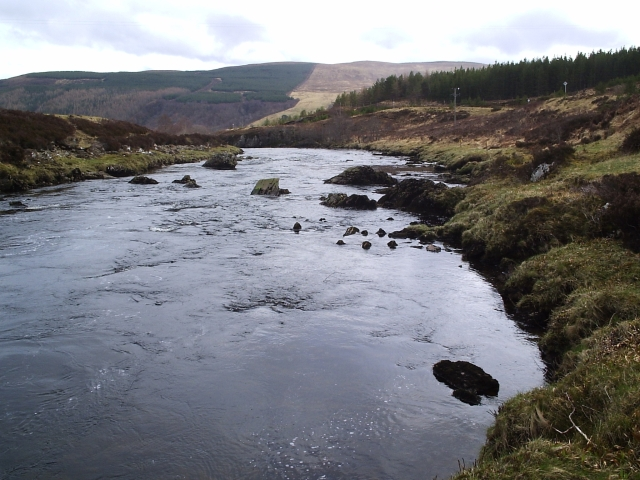
Corrent prop del pont d'Oykel Bridge.

El riu Oykel, en anglès: River Oykel (en gaèlic escocès:Òiceall / Abhainn Òiceall) és un dels rius principals del nord d'Escòcia que és famós per la pesca del salmó. Neix a Ben More Assynt, prop de Ullapool a la costa oest d'Escòcia i drena a la Mar del Nord a través de Kyle of Sutherland. Tradicionalment ha marcat la frontera entre Ross al sud i Sutherland al nord. Té uns 50 km de llargada.
Els vikings el coneixien com Ekkjal. Va servir de frontera entre la província dels pictes de Cat (Sutherland and Caithness) i la província de Ross, un paper que va continuar fins que les dues províncies van ser incloses en la Highland Region el 1975.